# Tupalovce
Tupalovce (izvirno srbsko Тупаловце) je naselje v Srbiji, ki upravno spada pod Mesto Leskovac; slednja pa je del Jablaniškega upravnega okraja.

## Demografija
V naselju živi 292 polnoletnih prebivalcev, pri čemer je njihova povprečna starost 40,4 let (39,9 pri moških in 40,9 pri ženskah). Naselje ima 107 gospodinjstev, pri čemer je povprečno število članov na gospodinjstvo 3,55.
To naselje je, glede na rezultate popisa iz leta 2002, večinoma srbsko.
|  |

| Demografija | Demografija     | Demografija     |
| Leto        | Št. prebivalcev | Št. prebivalcev |
| ----------- | --------------- | --------------- |
|             |                 |                 |
|             |                 |                 |
|             |                 |                 |
|             |                 |                 |
| 1948        | 311             |                 |
| 1953        | 334             |                 |
| 1961        | 379             |                 |
| 1971        | 411             |                 |
| 1981        | 375             |                 |
| 1991        | 439             | 434             |
| 2002        | 397             | 380             |
|             |                 |                 |

| Etnična sestava po popisu iz leta 2002 | Etnična sestava po popisu iz leta 2002 | Etnična sestava po popisu iz leta 2002 | Etnična sestava po popisu iz leta 2002 | Etnična sestava po popisu iz leta 2002 |
| -------------------------------------- | -------------------------------------- | -------------------------------------- | -------------------------------------- | -------------------------------------- |
| Srbi                                   | Srbi                                   |                                        | 378                                    | 99,47%                                 |
| Ukrajinci                              | Ukrajinci                              |                                        | 1                                      | 0,26%                                  |
| Makedonci                              | Makedonci                              |                                        | 1                                      | 0,26%                                  |
| Neznano                                | Neznano                                |                                        | 0                                      | 0,0%                                   |